# Thiên đường Bohemian
Thiên đường Bohemian (tiếng Séc: Český ráj) là một khu bảo tồn thiên nhiên và là một vùng thuộc xứ Bohemia, Cộng hòa Séc. Thiên đường Bohemian là một khu bảo tồn thiên nhiên đầu tiên tại Séc được công nhận vào năm 1955. Ban đầu, khu bảo tồn chỉ rộng 95 kilômét vuông, ngày này nó đã được mở rộng tới gần 182 kilômét vuông. Khu bảo tồn nằm ở phía bắc Bohemia và phía đông bắc tính từ phía thủ đô Praha. Phần ranh giới của khu bảo tồn không được xác định rõ ràng nhưng có một số thị trấn gần đó được phân định địa giới, ví dụ: Turnov, Jičín và Mnichovo Hradiště.

## Môi trường tự nhiên
Một trong những đặc điểm nổi bật nhất của thiên đường Bohemian chính là những cột đá sa thạch lộng lẫy. Hình dạng độc đáo của các cột đá này được hình thành bởi quá trình phong hóa và xói mòn, đồng thời có cả yếu tố nhân tạo. Những tháp đá được hình thành bởi những yếu tố trên có thể kể đến như: Hrubé, Suché và Klokočské.

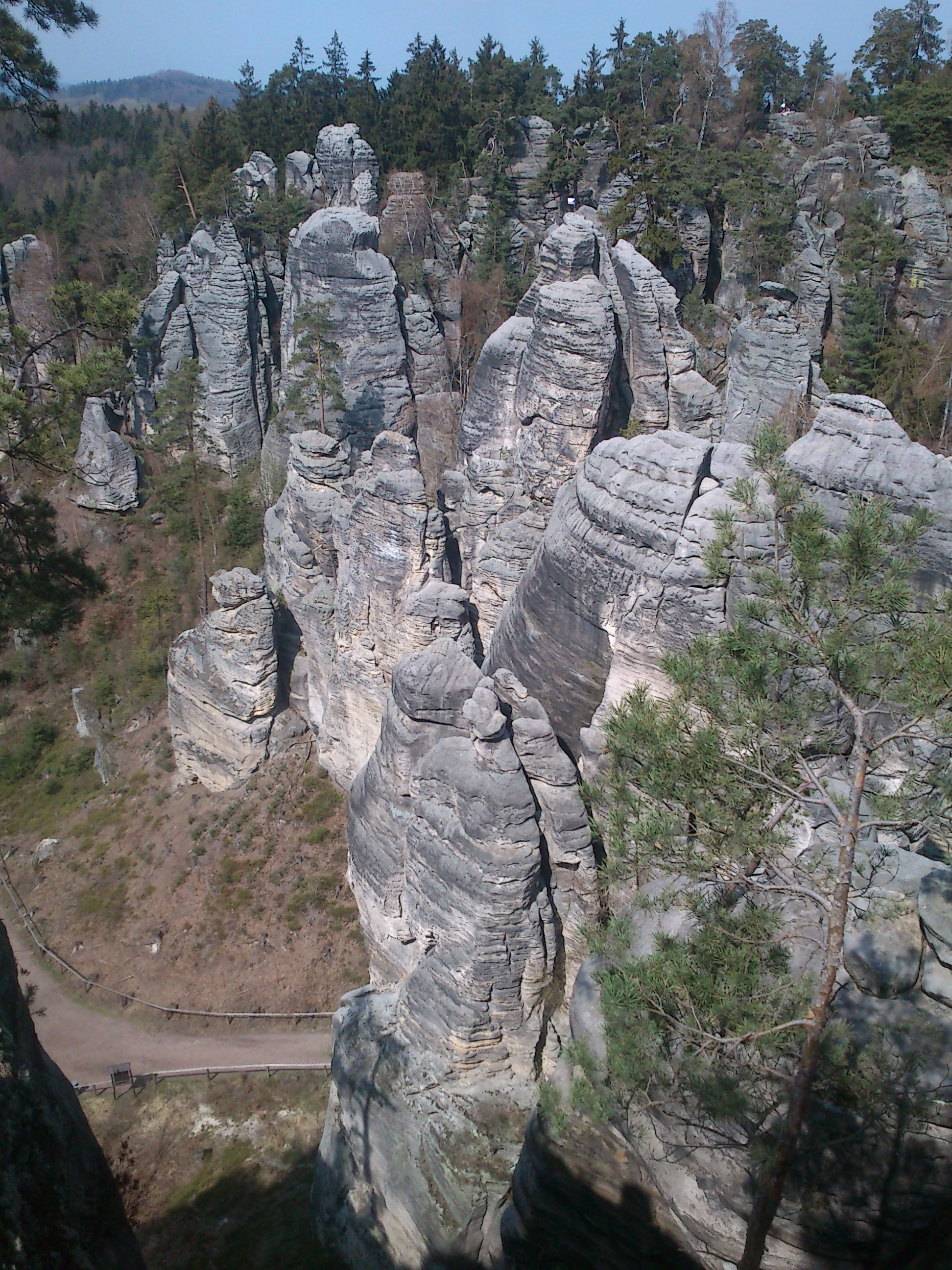
Các tháp đá Prachovské

Bên cạnh đó, khu vực hình thành đá Prachov (tiếng Séc: Prachovské skály) là đặc biệt được chú ý hơn cả. Từ năm 1933, những tháp đá này đã được xếp vào hạng ưu tiên bảo tồn vì có niên đại vào khoảng 60 triệu năm tuổi. Khu vực đá Prachov đã từng là bối cảnh quay của nhiều bộ phim điện ảnh và truyền hình.
Thị trấn Đá Hrubá Skála (Hruboskalské skalní město), với những cột đá sa thạch núi lửa cũng là một điểm sáng của thiên đường Bohemian. Trong thị trấn này có một lâu đài cũng tên là Hrubá Skála, nằm trên một mỏm đá cao. Lâu đài này vốn được xây dựng từ thế kỷ 14 nhưng do nhiều năm bị hư hại cùng với việc trùng tu lại nhiều lần nên cuối cùng lâu đài đã mang phong cách kiến trúc Phục Hưng. Hiện nay, lâu đài được dùng làm khách sạn và spa cho khách tham quan đến thiên đường Bohemian.
Trong khi đó, Kozákov lại là ngọn đồi cao nhất tại khu bảo tồn. Trên đồi Kozákov có một căn nhà gỗ và một đài quan sát cho khách du lịch tham quan. Kozákov khi xưa vốn là một ngọn núi lửa nên vì vậy nhiều viên đá quý đã được tìm thấy tại đây. Việc chế tác những viên đá quý này có liên quan đến lịch sử thành phố Turnov, nơi được gọi là “Trái tim của thiên đường Bohemian” trong nhiều thế kỷ.
Một điểm tham quan khác trong khu bảo tồn là lâu đài Trosky. Lâu đài gồm hai tháp tàn tích có từ thế kỷ 14, nằm trên đỉnh của hai họng núi lửa, cách thành phố Turnov 15 kilômét vuông. Các hang động xung quanh lâu đài cũng được các du khách thường xuyên ghé thăm.
Ngoài ra, những điểm đến cũng không thể bỏ qua tại thiên đường Bohemian là những hang đá dolomit ở Bozkov, nơi chứa hồ nước ngầm lớn nhất của Cộng hòa Séc. Thung lũng Podtrosecké nằm dưới tàn tích lâu đài Trosky cũng được xem là một trong những biểu tượng của thiên đường Bohemian. Bên trong thung lũng là những vùng đất hoang sơ và các ao hồ, điển hình như: Věžák, Nebák, Vidlák. Ngoài ra còn có thung lũng Plakánek trải dài từ gần lâu đài Kost đến tận khu định cư Rašovec. Trong khu vực này có một con đường dành riêng cho người đi xe đạp. Bên cạnh đó, cũng có các tàn tích khác như lâu đài Frýdštějn và lâu đài Valdštejn.

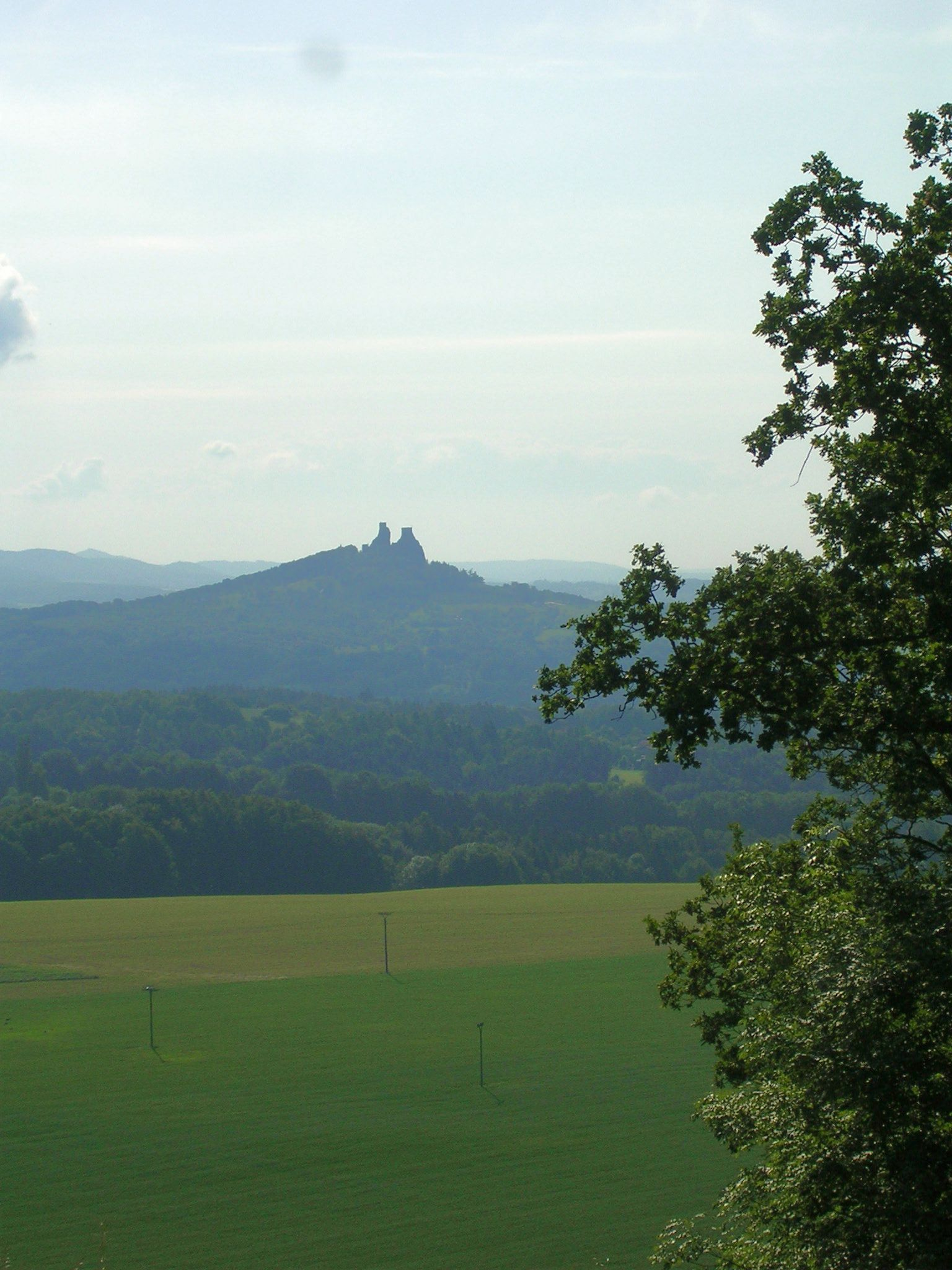
Lâu đài Trosky, biểu tượng của thiên đường Bohemian
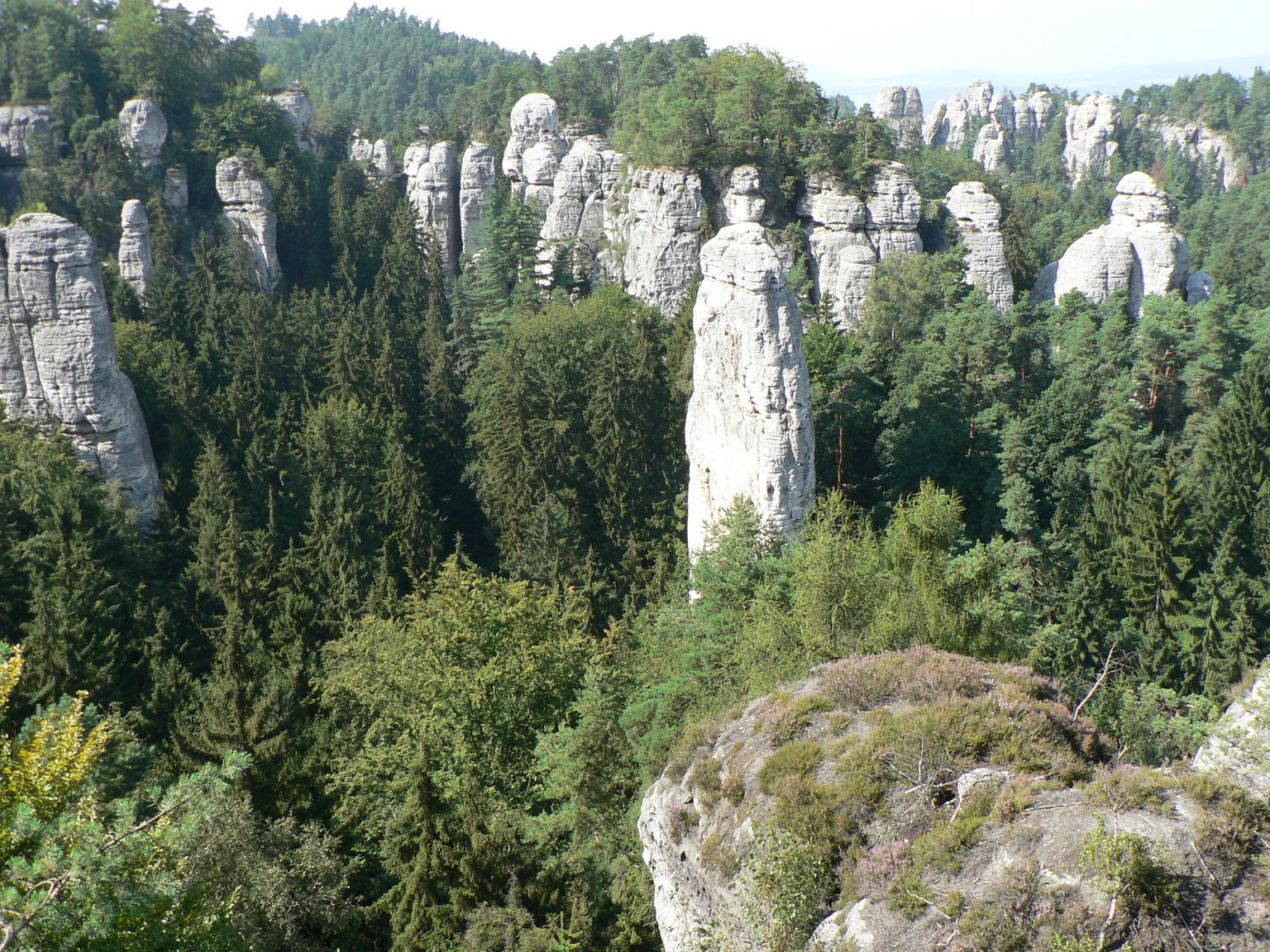
Thị trấn Đá Hrubá Skála
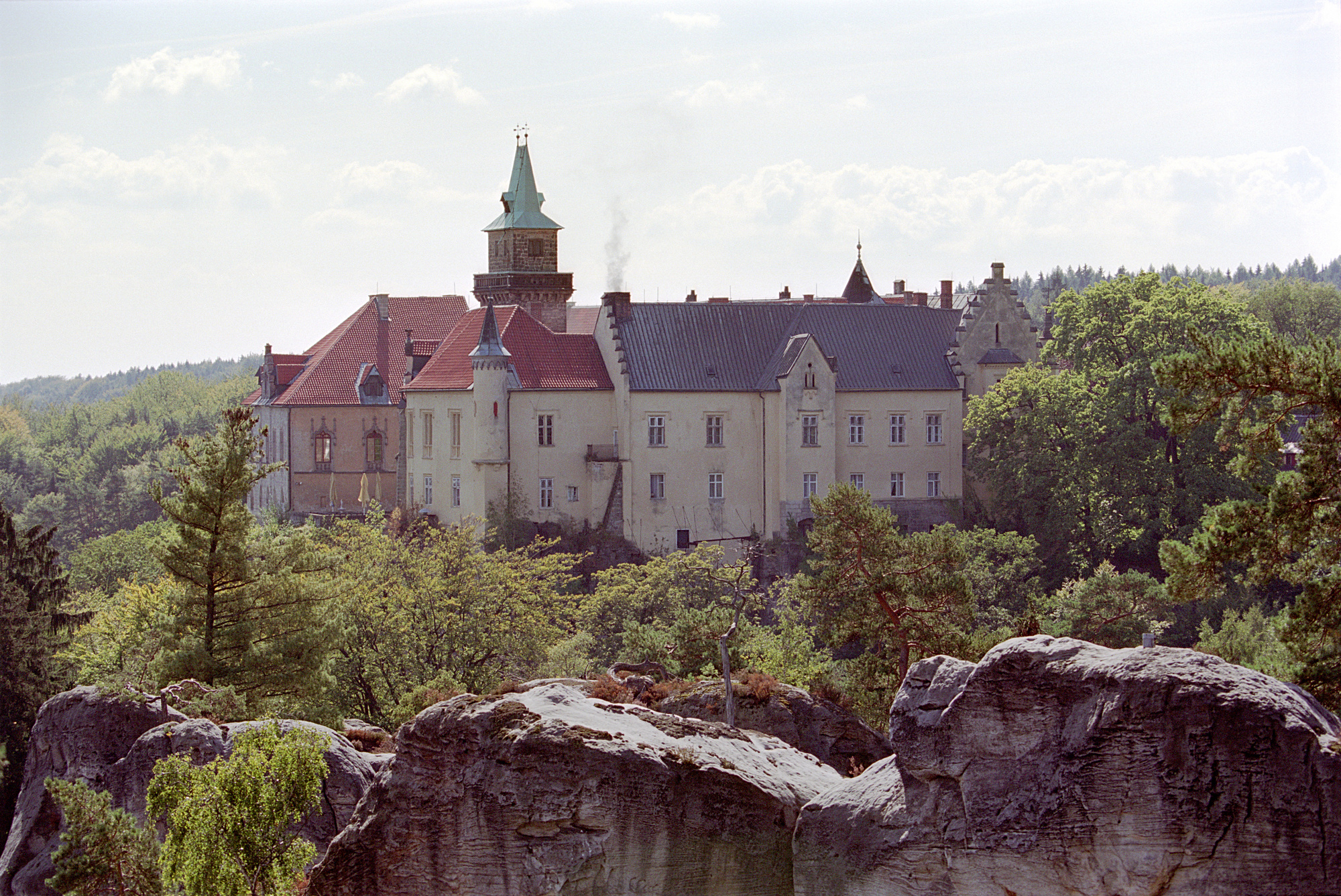
Lâu đài Hrubá Skála
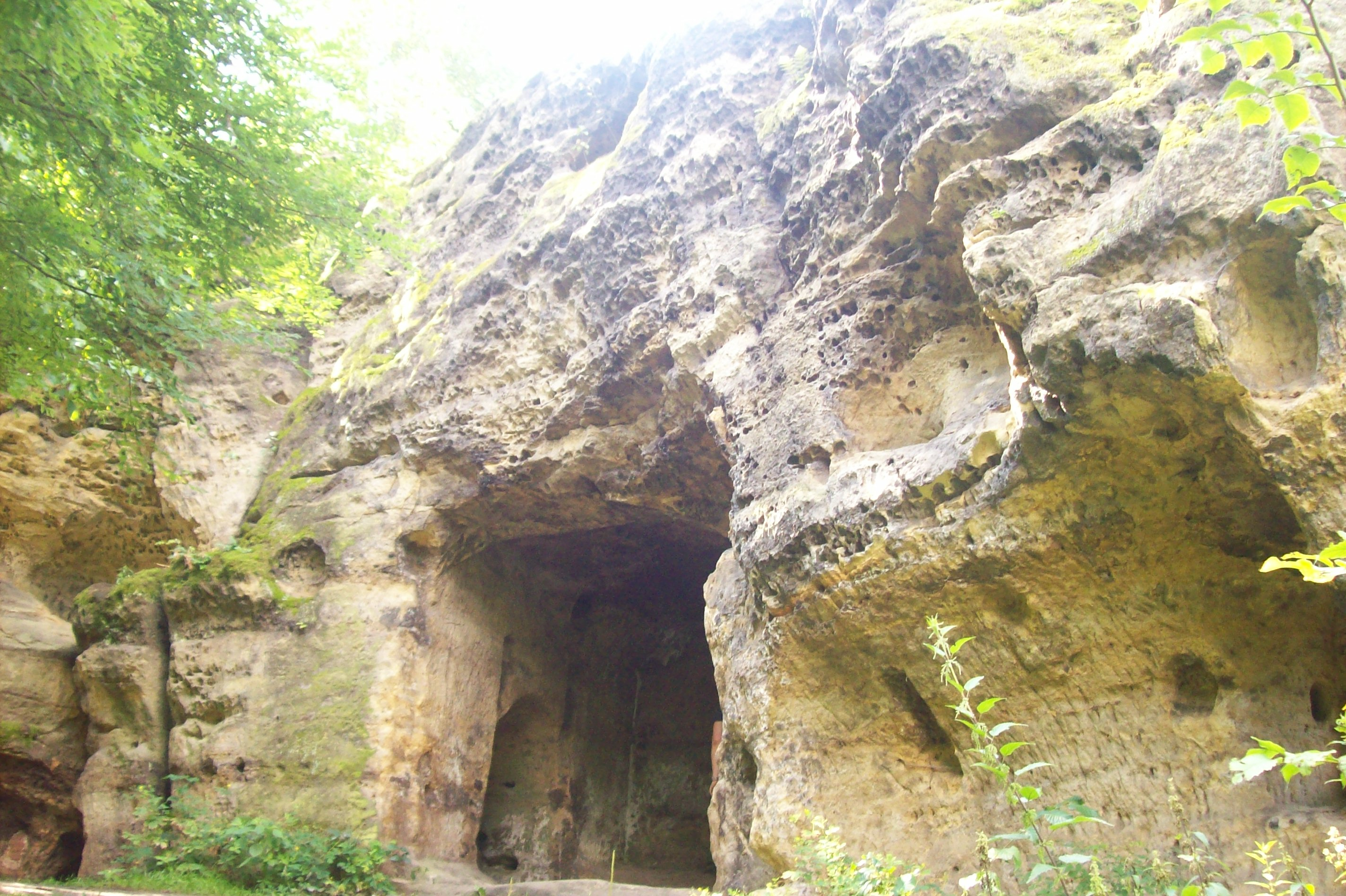
Hang đá
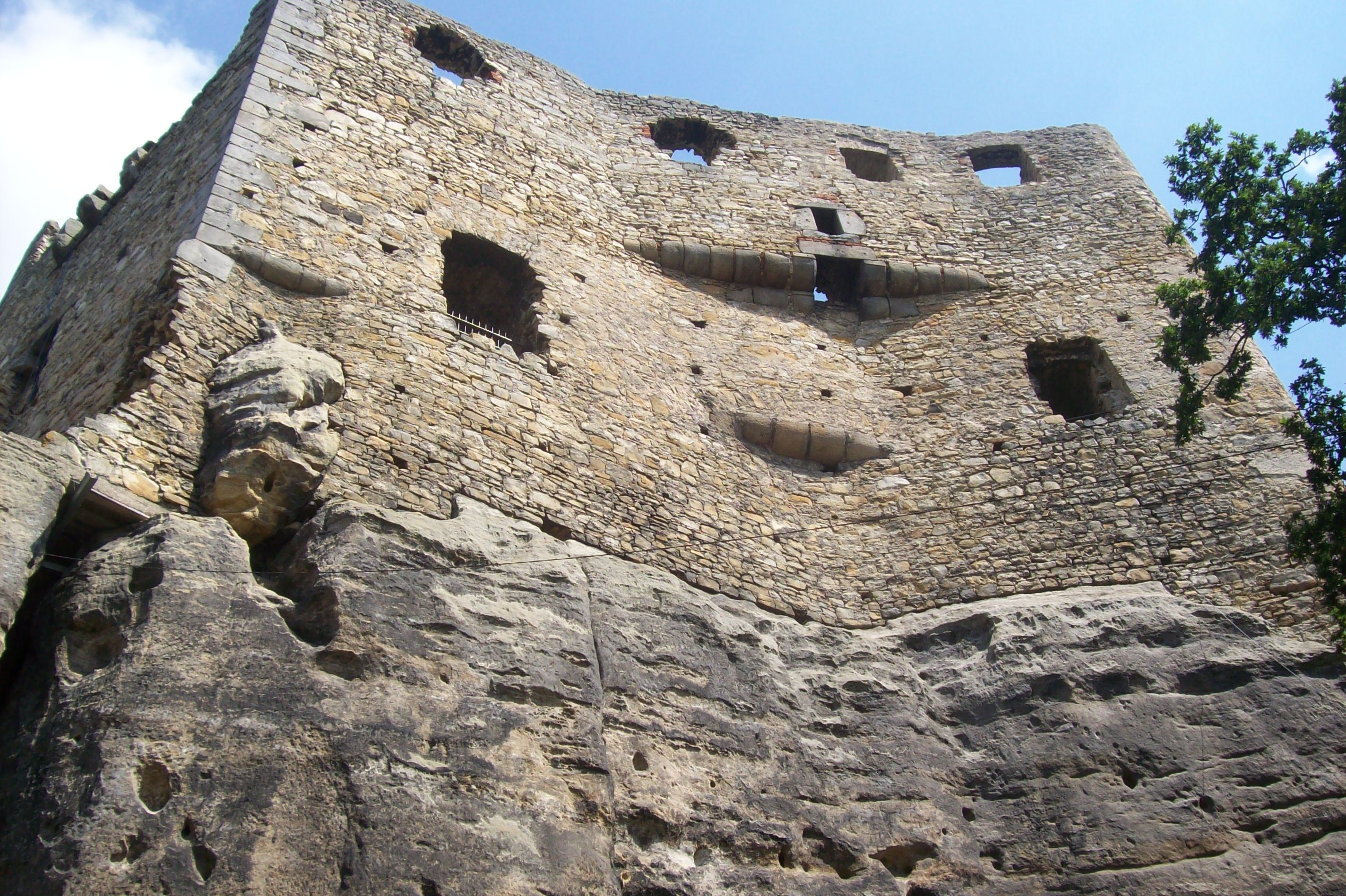
Lâu đài Valečov
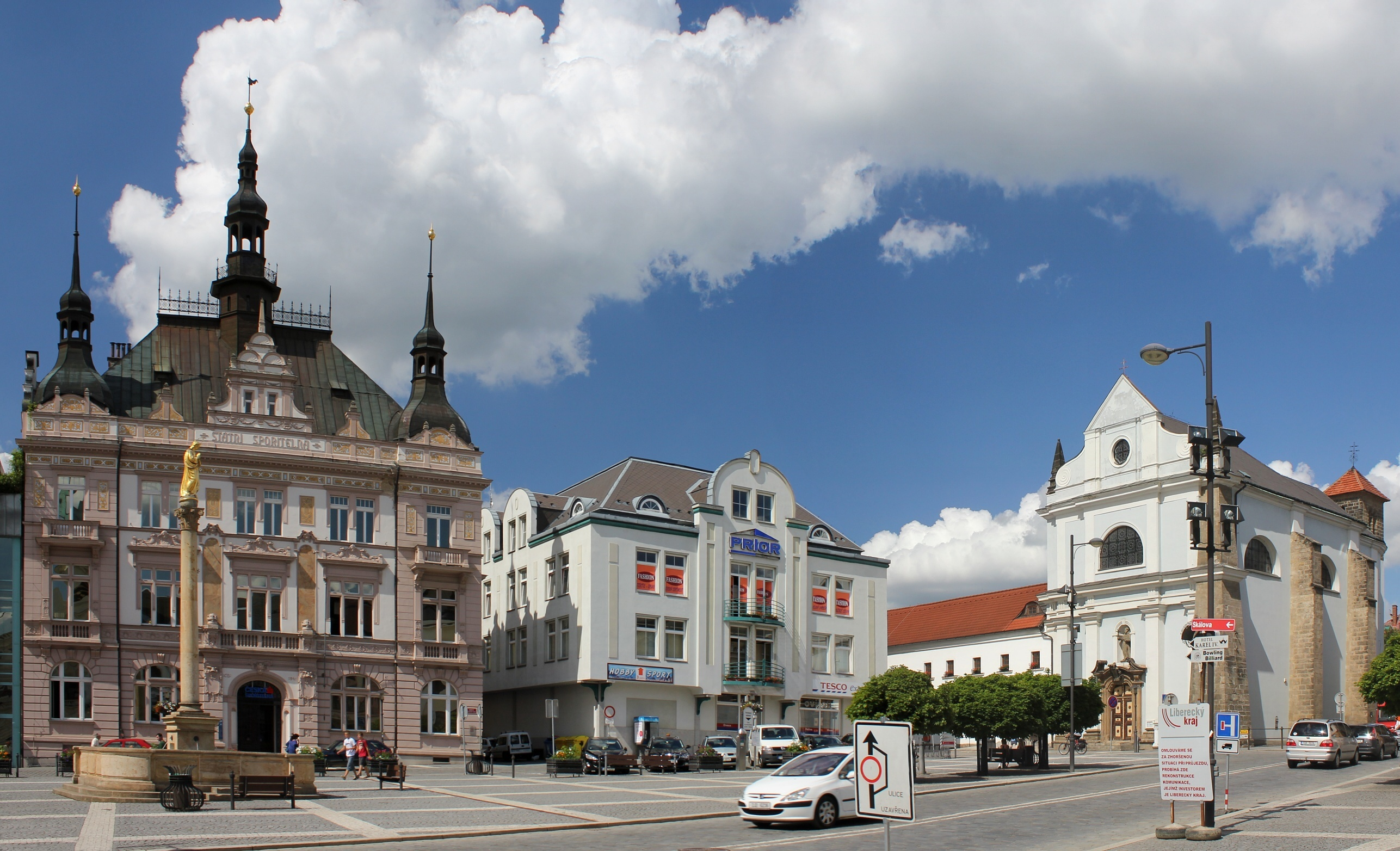
Quảng trường thiên đường Bohemian tại Turnov

## Điểm đến văn hóa
Hai lâu đài nổi bật nhất tại thiên đường Bohemian là Trosky và Kost. Các lâu đài khác trong cùng khu vực là Sychrov, Hrubý Rohozec, Hrubá Skála và Humprecht. Ngoài ra còn có các tàn tích như lâu đài Frýdštejn, lâu đài Valdštejn và một vài tòa nhà được xây dựng theo lối kiến trúc dân gian như Dlaskův và Boučkův.